# Alexis Weak
Johannes Aleksis Almström, även känd under artistnamnet Alexis Weak, född 25 februari 1985 i Skarpnäcks församling, Stockholms län, är en svensk musiker/rappare, låtskrivare, filmregissör och manusförfattare.

## Biografi

### Musik
Under sitt artistnamn Alexis Weak gav Almström 2011 ut debutskivan Till minne av, som toppade den svenska försäljningslistan för iTunes, innehållande bland annat spåren "112", "Drömmare" och "Släpp taget". Debutskivan gav honom en nominering till en Grammis 2012. År 2007 kom EP:n Välkommen till Gullmarsplan som 2009 följdes upp av Farväl Gullmarsplan, vilken innehöll spåret "Inne på klubben". Denna låt belönades 2009 med Novellpriset, ett pris som årligen delas ut av Magasinet Novell.
Weak ingår även i gruppen "Supergruppen" tillsammans med Oskar Lowitz och Lorentz från Lorentz & Sakarias. Alexis Weak medverkade 2011 på Simon Emanuels (Paragon) skiva Sånger från andra våningen på låten "15 år" och medverkar även på hans singel "Syndare".
Den 2 juni 2017 gjorde Alexis Weak comeback med nya singeln "Min låt".
Oktober 2024 släppte han även nya plattan ”10 000 timmar sorg”

### Film
Under sitt verkliga namn Alexis Almström tog han 2015 examen från filmregiutbildningen vid Stockholms dramatiska högskola med examens-långfilmen Rosa moln (premiär 2018) med bland andra Hedda Stiernstedt i en av huvudrollerna. Han är även en av regissörerna till den Jens Lapidus-baserade tv-serien Top Dog (2020).

### Privatliv
Sedan 2021 är han gift med skådespelaren Hedda Stiernstedt.

## Filmografi
- 2015 – Mazda (kortfilm)
- 2018 – Rosa moln (långfilm)
- 2020 – Top Dog (TV-serie)